# 竪穴式石室
竪穴式石室（たてあなしきせきしつ）は、古墳時代前期から中期にかけてよく見られる古墳の埋葬施設である。

## 概要
発掘過程で竪穴の石室のように検出する事からその名がついた。竪穴式石室に割竹形木棺を埋葬する方法は、3世紀代から4世紀代にかけて流行した。
その基本構造は、割竹形木棺を墓壙の底に安置したあと、棺に接する部分に板状の石を重ねていき、棺と板石の間に角礫を隙間なく詰め込んで、最後に大きな蓋石をかぶせる。木棺を置く場所にあらかじめ粘土を敷いたり、墓壙の床全面に砂利を敷いたりしている。墓壙内に浸透してきた雨水を排水するための暗渠排水施設を設けている石室もある。積み上げられる石の量も膨大なもので、総量数トンに達する。その石材は二上山のサヌカイトが一般的であるが、徳島県の吉野川下流域の結晶片岩もよく使われている。石室の構築には、相当な量の石が運ばれたと想定しなければいけない。
木棺と石で築いた壁のあいだに空間があまりないので、これを石室ではなく外側の棺と解釈して竪穴式石槨と表記する場合も多い。
4世紀半ばから簡略化された粘土槨が普及する。この場合も、木棺を覆う空間を残さず、直接木棺を棺床の粘土と同じ粘土で包み込んだ後、墓壙を埋める。その被覆粘土は、棒状の道具で念入りに叩き締められている。
割竹形木棺の内・外の面と石室の壁面とにベンガラ（赤色顔料）が塗られることが多い。棺の内側には朱（水銀朱）が塗られている場合もあり、ベンガラと朱の両方が用いられる場合もある。埴輪を造ることが埋葬祭祀の一部であるととらえられているので、石室構築も同様に埋葬祭祀行為であったと考えられる。
このような石室・石槨を構築するのは、密閉と防湿に配慮しており、また、首長の亡骸を棺に収め保存するとともに外敵から護るという意味もあり、さらに石で覆い固め封じ込める意味があったのではないかと推測されている。このような構築方法や埋葬の意味が5世紀以降薄れていく。
日本最大級の竪穴式石室は長野県千曲市の森将軍塚古墳のもので、長さ 7.6メートル、幅 2メートル、高さ 2.3メートルにおよぶ。

## 製作過程
1. 墳丘に掘った大きな土壙のそこの中央部に粘土をひく。
2. 粘土の上に木棺を安置して遺骸を埋葬する。
3. 木棺の四方に板石ないし割石を積み上げて壁にを構成し、壁の背後の裏込めも全て石材で充填する。
4. さらに四壁の上に大きな天井石数個を並べて封鎖し、その上に粘土を厚く被覆して土で埋める。

## 例
1. 雪野山古墳 - 滋賀県東近江市（旧八日市市）近江八幡市・竜王町、前期前半で全長70メートルの前方後円墳、竪穴式石室に舟形木棺を納める。